# Кудровка
Ку́дровка (укр. Кудрівка) — село в Сосницком районе Черниговской области Украины. Центр сельского Совета. Расположена на правом берегу реки Убедь, в 18 км от районного центра, в 8 км от автодороги Чернигов — Новгород-Северский. Население 838 человек. Занимает площадь 3,76 км².
Код КОАТУУ: 7424985001. Почтовый индекс: 16122. Телефонный код: +380 4655.

## Власть
Орган местного самоуправления — Кудровский сельский совет. Почтовый адрес: 16122, Черниговская обл., Сосницкий р-н, с. Кудровка, ул. Михаила Жолдака, 6а.
Сельсовету подчинено с. Ляшковцы в котором никто не проживает.
В селе имеется средняя школа, работают: клуб (с залом на 250 мест), библиотека (с книжным фондом 12,4 тыс. экземпляров), фельдшерско-акушерский пункт, отделение связи, 2 магазина.
В деревне прекратил существование детский сад (на 45 мест),

## Население
- По ведомости 1736 г. в Кудровке казаков 98.
- Число прихожан: в 1770 г. 610 м. 615 ж.;

в 1790 г. 729 м. 704 ж.;
в 1810 г. 1123 м. 1070 ж.;
в 1830 г. 989 м. 979 ж.;
в 1850 г. 857 м. 854 ж.;
в 1860 г. 922 м. 940 ж.
- 1897 г.- 384 двора, 2.314 человек.
- 1988 г.- 1.226 человек.
- 2001 год — 1006 человек[3]
- 2005 г.- 838 человек.

## История
В середине XVII в. Кудровкой владел В. И. Шумейко, брат гетьмана Демьяна Многогрешного. В 1672 г. гетман Самойлович передал Кудровку во владение генеральному судье Ивану Домонтовичу. Пожаловано в 1690 году Генеральному судье Прокоповичу Савве.
По делу консистории, в 1749 г. разрешено было починить в Кудровке храм св. Михаила. B то время в Кудровке было два храма.
Ныне в Кудровке один храм Богородичный.
В 1905 году в селе были выступления крестьян против помещиков. В январе 1906 г. при аресте зачинщиков выступления произошли столкновения крестьян с царскими войсками.
Советская власть установлена в январе 1918 г.
В 1923 году в селе была организована коммуна «Зоря життя».
В Великой Отечественной войне принимали участие 312 жителей села, 235 из них награждены орденами и медалями СССР, 184 — погибли на полях сражений.
В 1958 г. в селе сооружён памятник советским воинам-освободителям, погибшим в боях за село, а в 1978 г.— мемориальный комплекс в честь воинов, погибших за свободу и независимость Родины.
В Кудровке родились: генерал Домонтович Михаил Алексеевич, отец Коллонтай А. М.; Петровский Николай Неонович (1894—1951) — украинский советский историк, член-корреспондент АН УССР, профессор Киевского университета.
В окрестностях Кудровки и Ляшковец обнаружены 2 поселения юхновской культуры (VI—III вв. до н. э.), одно раннеславянское первых веков н. э., поселение и городище периода Киевской Руси (IX—XIII вв.).

## Спорт
В селе базируется футбольный клуб «Кудровка», выступающий в первенстве Украины. Футбольные матчи проводятся на стадионе «Кудровка-Арена», построенном в 2018 году. Поле имеет натуральное покрытие и вмещает 500 зрителей.